# Rolf Singer
Rolf Singer (Schliersee, 23 juni 1906 - Chicago, 18 januari 1994) was een in Duitsland geboren mycoloog en een van de belangrijkste taxonomen van plaatjeszwammen in de 20e eeuw. Na het behalen van zijn Ph.D. aan de Universiteit van Wenen in 1931 werkte hij in München.

## Biografie
Op jonge leeftijd ging hij naar de lagere school in Schliersee en naar de middelbare school in Pasing, München en Amberg. Hij kwam al in contact met schimmels voordat hij afstudeerde van de middelbare school en zijn eerste mycologische werken uit 1922 publiceerde, waaronder zijn eerste monografische studie van Midden-Europese russula in 1923. Singer studeerde eerst aan de Universiteit van München, waar hij een graad in scheikunde behaalde. In 1928 verhuisde hij naar de Universiteit van Wenen, waar hij onder leiding van Richard Wettstein werkte als zijn laatste student met zijn tweede monografische behandeling van het geslacht Russula als proefschrift voor Dr. fil. promoveerde. In Wenen kon Singer deelnemen aan twee Kaukasus-excursies van de Weense Academie van Wetenschappen, waarvan hij de resultaten documenteerde in twee belangrijke publicaties. Bij deze gelegenheid was Singer ook betrokken bij de eerste beklimming van de 4475 meter hoge Giultschi.
Tijdens het nazitijdperk emigreerde hij naar Barcelona, waar hij een universitair docentschap bekleedde aan de Autonome Universiteit. Op instigatie van de Duitse regering werd hij achtervolgd door de Spaanse autoriteiten en vluchtte in 1934 naar Frankrijk. In Parijs ontving hij een studiebeurs aan het Muséum national d'histoire naturelle. Daarna werkte hij van 1936 tot 1941 in Leningrad als wetenschapper aan de Botanische Tuin van de Russische Academie van Wetenschappen. Gedurende deze tijd ondernam hij tal van excursies naar Siberië, het Altaj-gebergte en Karelië.
Vanaf 1941 volgden onderwijs- en studiereizen naar de Verenigde Staten. Hij bracht zeven jaar door op Harvard in het Farlow Herbarium daar, eerst als research associate, daarna als associate director en - na de dood van David Linder - als director. Gedurende deze tijd ontving Singer een Guggenheim Fellowship in Florida en aanvaardde hij een docentschap aan de Universiteit van Virginia.
In 1948 verliet Rolf Singer Harvard om hoogleraar te worden aan de Nationale Universiteit van Tucumán in Argentinië. In 1961 werd hij professor aan de Universiteit van Buenos Aires. Studies in Chili en Brazilië volgden. Tijdens zijn verblijf in Zuid-Amerika verzamelde Singer uitgebreide collecties paddenstoelen met zijn vrouw Mimi en dochter Heide.
n 1968 werd hij benoemd tot lid van het Field Museum of Natural History (kortweg: Field Museum) aan de Universiteit van Illinois in Chicago en werkte daar, onderbroken door twee onderzoeksverblijven in Lausanne (1970-1971) en Manaus (1976-1978), tot aan zijn pensionering en bleef tot aan zijn dood verbonden aan het museum.

## Werk
Het werk van Singer is nog altijd toonaangevend aan de moderne taxonomie en systematiek van de hogere Hymenomyceten. In zijn hoofdwerk The Agaricales in Modern Taxonomy, dat verschillende keren is herzien en geactualiseerd, wordt duidelijk dat Singer het geslacht beschouwde als de fundamentele taxonomische eenheid en dat de soort vanuit zijn standpunt een minder belangrijke rol speelt in de systematische analyse. Zelf vatte hij zijn werk op als een monografie van de geslachten en had hij altijd bezwaar tegen de benadering van het doen van taxonomie in relatie tot kleine regio's, omdat dit naar zijn mening zou leiden tot te veel versnippering van de geslachten. Daarom onderzocht hij de schimmelflora in zoveel mogelijk landen en begreep hij een regio als een heel continent. Met zijn onderzoeksreizen ontwikkelde hij als geen andere mycoloog vóór hem een overzicht van de verscheidenheid aan schimmelgeslachten.
Op basis van zijn eigen vondsten en de studie van beschikbaar typemateriaal kon hij een aantal nieuwe genera beschrijven, waarvan de meeste geen onderdeel waren van eerder beschreven taxa. Singer hernoemde onder meer 86 genera en beschreef meer dan 2460 soorten en ondersoorten van 222 geslachten.
Naast taxonomie hield Singer zich ook bezig met de fylogenie van Hymenomyceten. Dus hij was tot de conclusie gekomen dat de plaatjeszwammen kunnen worden afgeleid van hypogeïsche Gasteromycetes en vele vormen, meestal geclassificeerd als Aphyllophorales, waren geëvolueerd uit plaatzwammen door hun karakteristieke morfologische kenmerken te verminderen. Hij baseerde zijn resultaten onder meer op microscopische kenmerken en keerde zich daarmee af van de voorheen wijdverbreide benadering om de relatie van de schimmels te relateren aan puur macroscopische kenmerken.
Singer hield zich ook bezig met ecologische aspecten van mycologie, hoewel deze prestaties kleiner waren dan die op het gebied van taxonomie en fylogenie. Hij heeft belangrijke werken over ectotrofe mycorrhiza gepubliceerd. Sommige van zijn meer dan 440 publicaties behandelen ook gebieden als etnomycologie en paddenstoelenteelt. Singers werk is verschenen in negen talen.

## Familie
Zijn vrouw Martha (Mimi) Kupfer (Wenen, 15 december 1910 – Encinitas, Californië, 8 januari 2003), die hij ontmoette tijdens zijn studie in Wenen, was beeldhouwster en ondersteunde het wetenschappelijk onderzoek van haar man door hem begeleid op zijn talrijke expedities. Ze was tot aan zijn dood vrijwilliger bij het Field Museum. Van 1997 tot aan haar dood woonde ze met haar dochter in de buurt van San Diego.
- Bibsys: 90351213
- Bibliothèque nationale de France: cb12376279p (data)
- Author citation (botany): Singer
- Catàleg d'autoritats de noms i títols de Catalunya: 981058509931106706
- CiNii: DA01147649
- Gemeinsame Normdatei: 119556243
- International Standard Name Identifier: 0000 0003 5535 7632
- Library of Congress Control Number: n50023583
- Nationale Bibliotheek van Tsjechië: jn19990007992
- Nationale bibliotheek van Australië: 35501960
- Nationale Bibliotheek van Israël: 987007449629905171
- Nederlandse Thesaurus van Auteursnamen: 156312050
- Réseau des bibliothèques de Suisse occidentale: 02-A003834871
- SNAC: w6wb85dt
- Système universitaire de documentation: 032804253
- Trove: 976253
- Virtual International Authority File: 92597180
- WorldCat: E39PBJv8JrM6wy8gdXVf9xmfMP